# Сахаптин

Сахаптин (Sahaptin or Shahaptin) — плато-пенутийский язык, относящийся к сахаптийской ветви, на котором говорят на одном из участков северо-западного плато около реки Колумбия и её притоках на юге штатов Вашингтон и Орегон и на юго-западе штата Айдахо в США. 

## Диалекты
- На валла-валла (Ichishkíin, Northeast Sahaptin, Walla Walla) говорят в резервации Юматилла штата Орегон. Перешли на английский язык.
- На тенино (Tenino, Warm Springs) говорят в индейской резервации Уорм-Спрингс штата Орегон. Перешли на английский язык.
- На уматилла (Columbia River Sahaptin, Ichishkíin, Umatilla) говорят в городе Топениш индейской резервации Якима на юге центральной части штата Вашингтон. Перешли на английский язык.
- На якима (Ichishkíin, Yakama, Yakima) говорят в городе Топениш резервации Якима на юге центральной части штата Вашингтон. Диалект почти исчез. Перешли на английский язык.

## Генеалогическая и ареальная информация
Вместе с языком не-персе составляют двуязычную группу сахаптийских языков и входят в состав семьи плато-пенутийских языков.
Сахаптин делится на 2 взаимопонятных диалекта: северный сахаптинский, который делится на северо-западные и северо-восточные сахаптинские диалекты, и южный сахаптинский (диалекты реки Колумбия)[прояснить].
Сахаптин распространен на территории Северной Америки: вдоль реки Колумбия и её притоков в южной части штата Вашингтон, юго-западной части Айдахо и северной части Орегона.

## Социолингвистическая информация (количество носителей, статус, языковая ситуация)
В 1805 году сахаптинов насчитывалось, по самым надёжным оценкам, более 6000 человек. В течение XIX века их число резко сократилось. Причиной этого стала высокая смертность от новых инфекционных заболеваний, таких как истощающая лихорадка, корь, оспа и другие инфекционные болезни, после оккупации страны шахтёрами (1860 г.), а также непрекращающиеся войны. В 1848 году количество носителей официально оценили в 3000 человек, а к началу XX века их насчитывалось уже около 1500. Количество носителей на 2007 год составляет всего 100—125 человек. Согласно «Атласу языков мира, находящихся под угрозой исчезновения», сахаптин находится под серьёзной угрозой исчезновения. 

## Типологические характеристики

#### Тип выражения грамматических значений
Сахаптин относится к типу агглютинативной морфологической структуры — морфемы образуют словоформы, добавляясь друг к другу внутри слова и образуя сложные формы.
```
  á-sinwi-ya		 =aš 	  sinwit-na
  OBV-speak-PST	     =1SG     word-ACC
  
I spoke words 
```

#### Характер границы между морфемами
Характер границы между морфемами — агглютинация, т. е. одна морфема отвечает за одно значение.
Примеры:
1)
```
   i-wiyánawi-ya   	tílaaki 
   3NOM-arrive-PST 	woman 
   
the woman arrived
```

2)
```
   pa-wiyánawi-ya 
   3NOM.PL-arrive-PST 
   
they arrived
```

#### Локус маркирования
В посессивной конструкции — зависимостное маркирование. 
Пример: 
```
  áw 	kuuk 	pá-waxók-ani-ya 	pálka 	Luc’ayay-nan 
  now then 	INV-chop-APL-PST 	head 	Fox-ACC
  now then he chopped off 
Fox’ s head
```

В предикации — вершинное маркирование. 
Пример:
```
  i-wiyánawi-ya 	inmí 		pšít
  3NOM-arrive-PST 	1GEN.SG 	father 
  
my father arrived
```

#### Тип ролевой кодировки
В языке сахаптин — эргативная стратегия ролевого кодирования. 
Эргативный падеж склоняет имена третьего лица только тогда, когда прямой объект обращен к первому либо второму лицу:
1) i-q̓ínu	   -šana 	yáka 	paanáy
```
   see-3NOM,	 ASP 	bear	3ACC.SG
   видел 		        медведь  его
   
медведь видел его
```

```
   i-q̓ínu	     -šana = aš 		yáka		nɨm
   see-3NOM       ASP  = 1SG 	bear		ERG
   видел 				        медведь 	меня
   
медведь видел меня
```

#### Порядок слов
В сахаптине преобладает порядок слов SVO (subject — verb — object).
Пример:
```
  áw=nas 	ínk 	nimí 	wá-ta 		áyat
  now=1SG 	I 	my	be-FUT 	woman
  now I shall have my woman 
```

## Синтаксис
Сахаптинский язык имеет разделённый эргативный синтаксис с прямым-обратным озвучиванием и несколькими аппликативными конструкциями.
Прямой обратный контраст можно выявить с помощью примеров (см. ниже). Напротив, переходный прямой объект коррелирует с субъектом из прошлого предложения.
Прямой:
```
 wínš    i-q̓ínu	  -šana wapaanłá-an  ku	i-ʔíƛ̓iyawi-ya  paanáy
 человек 3NOM-see-PST ASP	grizzly-ACC  и	NOM-kill- PST  ACC.SG
 
человек	увидел 			гризли 	и 	 убил 		        его
```

Перевёрнутая карта:
```
  wínš 	i-q̓ínu		-šana wapaanłá-an  ku 	pá	iƛ̓iyawi-ya
  man 	3NOM-see-PST 	ASP	  grizzly-ACC  и 	INV	kill-PST
  
человек 	увидел 			  гризли, 	   и 	он 	убил его
```

Обратное (обозначенное приставкой pá-) сохраняет свой переходный статус, а номинальный пациент сохраняет винительный падеж.
```
   ku 	pá	 ʔiƛ̓iyawi-ya 	wínš-na
   и 	INV	 kill-PST 	    man-ACC
   и 	был 	убит 		человек  
   
и он убил человека
```

Семантическая инверсия, т. е. обратный порядок, также помечается тем же глагольным префиксом pá-.
Прямой:
```
   q̓ínu		šana 	 = maš
   See		ASP	 = 1SG / 2SG
   
Я видел тебя
```

Обратный:
```
 pá	    q̓inu	 šana = nam
 INV	see	     ASP = 2SG
 
Вы	видели  меня
```

Участник речевого акта (SAP) и переходное участие третьего лица
Прямое:
```
  á	q̓inu	šana = aš 	paanáy
  OBV	see	ASP = 1SG 	3SG.ACC
  видел 		я	его / её / это 
  
Я видел его
```

Перевернутое:
```
  i	    q̓ínu	šana = aš 	pɨ́nɨm
  3NOM   see	ASP = 1SG 	3ERG
  he / she / он видел меня 
```

## Фонология
Ниже представлены системы гласных и согласных в диалекте якима (Ichishkíin, Yakama, Yakima)
Согласные
Всего 32 согласных звука: p, pʼ, t, tʼ, k, kʷ, kʼ, kʷʼ, q, qʷ, qʼ,qʷʼ, ʔ, s, ɬ, ʃ, x, xʷ, χ, χʷ, h, ts, tɬ, tʃ, tsʼ, tɬʼ, tʃʼ, m, n, l, j, w.
| подъём/ряд | передний | средний | задний |
| ---------- | -------- | ------- | ------ |
| верхний    | i i:     | ɨ       | u u:   |
| нижний     |          | a a:    |        |

## Список сокращений
NOM — номинатив 
PST — прошедшее время
FUT — будущее время
SG — показатель единственного числа
ACC — аккузатив 
ASP — суффикс šana, который присоединяется к глаголам 
INV — префикс (приставка) pá 
1SG — 1 лицо единственного числа 
2SG — 2 лицо единственного числа
3SG — 3 лицо единственного числа
OBV — префикс á

## Список литературы
- Sharon,  Hargus (2012). First position clitics in Northwest Sahaptin

- Jacobs, Melville (1931). A Sketch of Northern Sahaptin Grammar.

- Noel Rude, Transitivity in Sahaptin